# کریم‌آباد (روانسر)
کریم‌آباد، روستایی از توابع بخش مرکزی شهرستان روانسر در استان کرمانشاه ایران است.

## جمعیت
این روستا در دهستان حسن‌آباد قرار دارد و براساس سرشماری مرکز آمار ایران در سال ۱۳۸۵، جمعیت آن ۱۳۰ نفر (۳۱خانوار) بوده‌است.